# Alberto Sartori

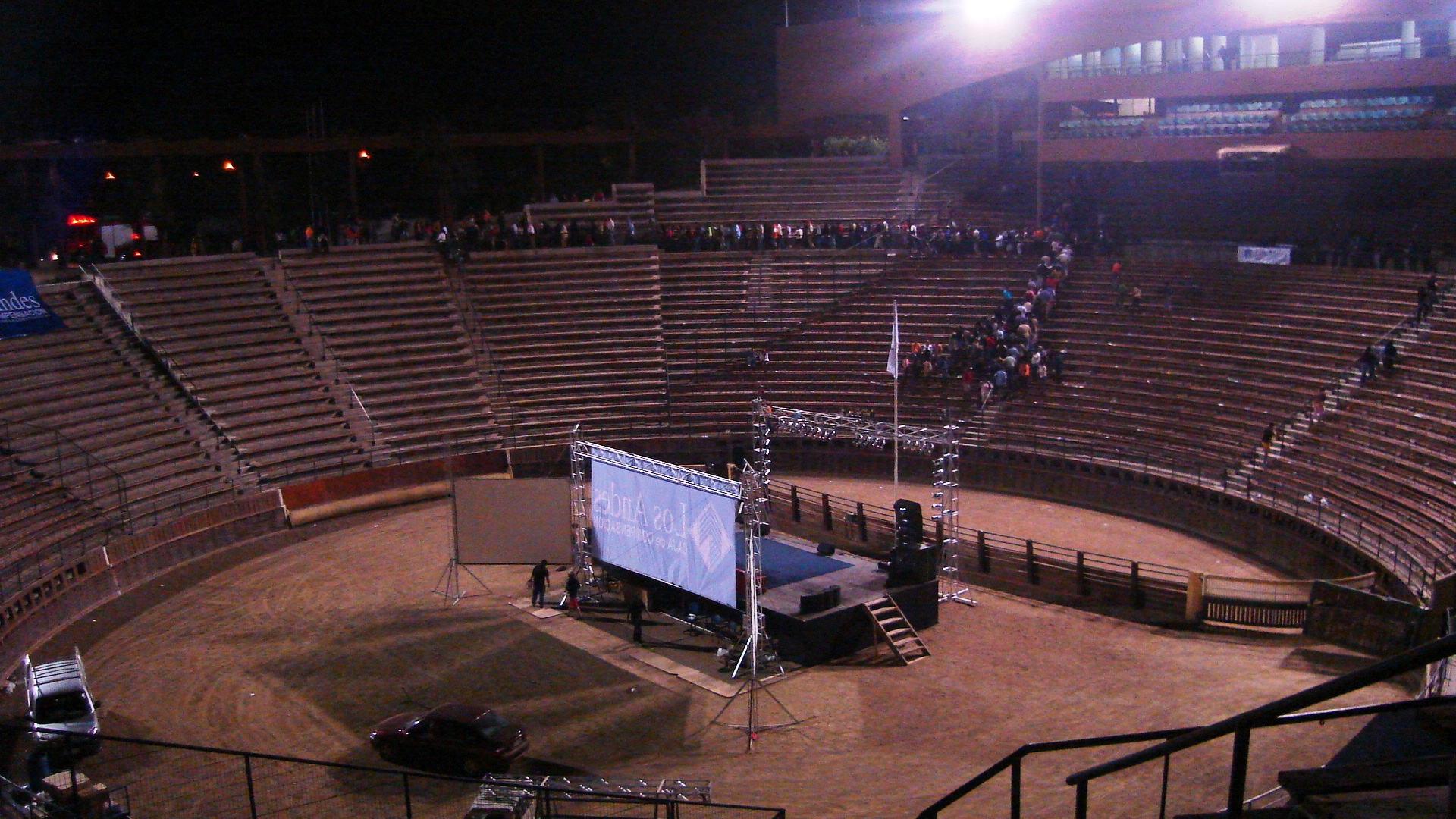
La Medialuna Monumental de Rancagua, principal escenario del rodeo chileno, es una de las obras más emblemáticas de Alberto Sartori.

Luis Alberto Sartori Hevia (Santiago, 28 de agosto de 1936-ibidem, 14 de diciembre de 2008) fue un arquitecto chileno titulado en la Universidad de Chile, en donde fue docente por más de 38 años. Entre sus principales obras están la Medialuna Monumental de Rancagua, la parte nueva del Sport Francés, el estadio Cubierto de Santiago, el Estadio Monumental y el deportivo de Antofagasta.
Trabajó por más de 32 años junto con su amigo Mario Recordón, formando una sociedad para construir colegios en el sur, poblaciones, la cárcel de Colina e importantes recintos deportivos (como el Estadio Monumental).

## Vida y obra
Fue hijo de Luis Sartori Alvarez (Santiago, 1905) y de Rebeca Hevia Parga (Santiago, 1911). Casado en Santiago en 1962, febrero,  con Carmen del Campo Mullins (Santiago, 1938), con quien tuvo ocho hijas y un hijo. Actualmente tiene muchos nietos y algunos bisnietos.
Realiza sus estudios secundarios en el Liceo José Victorino Lastarria. Aunque en un principio no fue admitido como estudiante en la Universidad de Chile, posteriormente gracias a una revuelta estudiantil consiguió admisión. Cursa sus estudios superiores en la Facultad de Arquitectura y Urbanismo, donde se titula en 1962. A su segundo año de estudios fue nombrado ayudante. Inicia su labor profesional trabajando en las oficinas de Jaime Bendersky Smuclir, los arquitectos Mönckeberg, Echavarría y Briones, con Hernán Labarca y también Sergio Larraín García-Moreno. Hasta 1964 fue funcionario del Ministerio de Obras Públicas y la Corporación de la Vivienda. En 1965 se asocia con Mario Recordón Burnier, arquitecto de la Universidad de Chile titulado en 1946, cuya relación profesional se prolonga hasta 1994. 
El año 2000 fue elegido el mejor profesor del siglo XX con el premio Sergio Larraín García-Moreno, por su extraordinaria contribución a la docencia de la disciplina. En 2002 fue director de la XIII Bienal de Arquitectura.
Proyectó el gimnasio cubierto para seis mil personas de La Pintana que "representa un esfuerzo para combatir, mediante acciones fuertes, la delincuencia y la drogadicción producto del impacto de una densificación galopante".
Se caracterizó por ser una persona multifacética, amante de la ópera y del deporte en general, habiendo sido de joven un excelente atleta y bailarín de ballet, y luego un gran forjador de la Rama de Hockey del Sport Francés.